# Raknehaugen
Der Raknehaugen unweit der Kirche von Hovin in Ullensaker in Akershus ist der größte Grabhügel Norwegens und einer der größten in Nordeuropa.

## Beschreibung
Der Durchmesser des Hügels betrug etwa 95 Meter, während der rekonstruierte Hügel etwa 77 Meter misst. Die Gesamthöhe beträgt etwa 19 Meter. Er gehört zu einer einzigartigen Gruppe großer Grabdenkmäler aus der Eisenzeit. Neben dem Merkmal, das größte Einzeldenkmal der norwegischen Vorgeschichte zu sein, hat er eine wichtige Position innerhalb der nordischen Archäologie. Ziel der monumentalen Bauweise war eine Machtdemonstration. Heute liegt der Hügel auf dem Bauernhof Ljøgodt, als er gebaut wurde, war er sehr wahrscheinlich Teil von Hovin Grunn. Der Hofname stammt von Ljóðgata, das heißt „Straße, auf der viele Menschen gehen“.
Laut einer Legende ist der Hügel das Grab eines Königs, der zwischen zwei weißen Pferden bestattet wurde.

## Die Grabungen

### 1869–70
1869–70 untersuchte der Jurastudent und Hobbyarchäologe Anders Lorange den Hügel zum ersten Mal. Lorange grub einen Graben von der Ostseite her, musste aber wegen nachrutschenden Erdreichs aufgeben. Er versuchte dann, einen Tunnel in Richtung Hügelmitte zu graben. Auch dieser Versuch musste aufgegeben werden. Zuletzt grub er von der Spitze des Hügels bis zum Boden, ohne ein Grab zu finden.

### 1939–40
1939 begann der Archäologe Sigurd Grieg eine Untersuchung des Hügels. Mit einer großen Gruppe von Arbeitslosen grub er zwei breite Gräben (und zwei schmalere) von Südosten und Südwesten (aufgrund des aktuellen Weltgeschehens wurden sie „Ost-“ und „Westfront“ genannt). Er fand einige Herde und Holzkohle, aber kein Grab. Die Gräben wurden bis auf den Boden gegraben und offenbarten Merkmale der Struktur. Der Hügel war auf einer etwa sechs Meter hohen natürlichen Anhöhe errichtet worden. Hierauf wurden in konischer Form dicke Schichten aus Ton, Sand und Erde aufgetragen. Ursprünglich wurde geschätzt, dass insgesamt 80.000 m³ Material bewegt wurden, später reduzierte man diese Schätzung auf etwa 26.000 m³. Nach Griegs Theorie war der Hügel ein Kenotaph für einen toten Häuptling oder eine andere bedeutende Persönlichkeit.

### 1993
1993 bekam der Archäologe Dagfinn Skre die Gelegenheit zu näherer Betrachtung des Materials aus Griegs Grabung, als er kleinere Grabungen vornahm. Er untersuchte einen von Griegs kleineren Gräben im nordwestlichen Teil des Hügels. Inzwischen liegt eine kritische Überprüfung der Griegschen Grabung vor. Die Untersuchung von Material aus Feuerstellen und Kochgruben ergab Fragmente verbrannter Knochen, einige von ihnen von Menschen. Skre kommt zu dem Schluss, dass der Hügel ein Brandgrab ohne Beigaben war und kein Kenotaph.
Das Holz im Hügel wurde radiologisch auf 552 n. Chr. datiert. Diese Datierung zeigt, dass die Bäume zwischen 533 und 551 n. Chr. gefällt wurden. Die Baumringe zeigen, dass im Sommer 536 (also etwa 16 Jahre zuvor) eine besonders schlechte Vegetationsperiode gewesen sein muss. Der Bau des Hügels muss eine große Zahl von Arbeitern erfordert haben, nach Skres Schätzung 450 bis 600 Mann, eine für die damalige Bevölkerung Romerikes gewaltige Zahl.